# Epinotodonta shibuyae
Epinotodonta shibuyae är en fjärilsart som beskrevs av Matsumura 1922. Epinotodonta shibuyae ingår i släktet Epinotodonta och familjen tandspinnare. Inga underarter finns listade i Catalogue of Life.